# Italienische Kriege

Die politische und territoriale Situation in Italien um 1494

Als Italienische Kriege, auch Italienkriege oder Renaissance-Kriege (italienisch grandi guerre d’Italia, altertümlich auch Guerre horrende de Italia ‚Große bzw. Schreckliche Italienkriege‘) wird eine Reihe von Kriegen bezeichnet, die zwischen 1494 und 1559 zu einem großen Teil auf dem Gebiet des heutigen Italiens ausgetragen wurden. Die Schlachtfelder befanden sich neben Italien auch in Nordfrankreich und den Vereinigten Niederlanden. Neben fast allen italienischen Staaten und europäischen Großmächten war auch das Osmanische Reich daran beteiligt.
In wechselnden Bündnissen wurden unterschiedliche Kriegsziele verfolgt. Die Kriege entzündeten sich zunächst an einem dynastischen Machtkonflikt um das Königreich Neapel und weiteten sich ab 1516 zu einem europäischen Machtkampf zwischen dem französischen Königshaus Valois und den Habsburgern um die Vorherrschaft in Europa aus. Dieser habsburgisch-französische Gegensatz war in Folge für 240 Jahre ein bestimmendes Element der europäischen Politik. Die Italienkriege endeten indes 1559 im Frieden von Cateau-Cambrésis zugunsten des habsburgischen Spanien.

## Die politische Lage in Italien
Im 14. und 15. Jahrhundert traten neben die Feudalstaaten auch Signorien (Stadtherrschaften, z. B. Venedig und Florenz). Die Parteikämpfe zwischen kaiserlichen Ghibellinen und päpstlichen Guelfen, aber auch zwischen Handwerkern, Patriziern und Adelsfamilien förderten die Wahl von politischen Führern (Podestà). Viele dieser Führer nutzten List und Gewalt, um zum erblichen Signore aufzusteigen. In der Folge erweiterten sie häufig die Herrschaft der signoria auf andere Städte, sorgten für das Volk und förderten Künste und Wissenschaften.
Dieses Mäzenatentum ließ Italien trotz ständiger Unruhen eine wirtschaftliche und kulturelle Glanzzeit erleben. Der Frieden von Lodi 1454 schuf die Voraussetzung für ein fragiles Gleichgewicht in Italien, das für mehrere Jahrzehnte den Frieden bewahrte. Mit dem Vordringen Frankreichs brach das italienische Staatensystem 1494 zusammen.

## Französische Feldzüge

### Erster französischer Feldzug (1494/95)

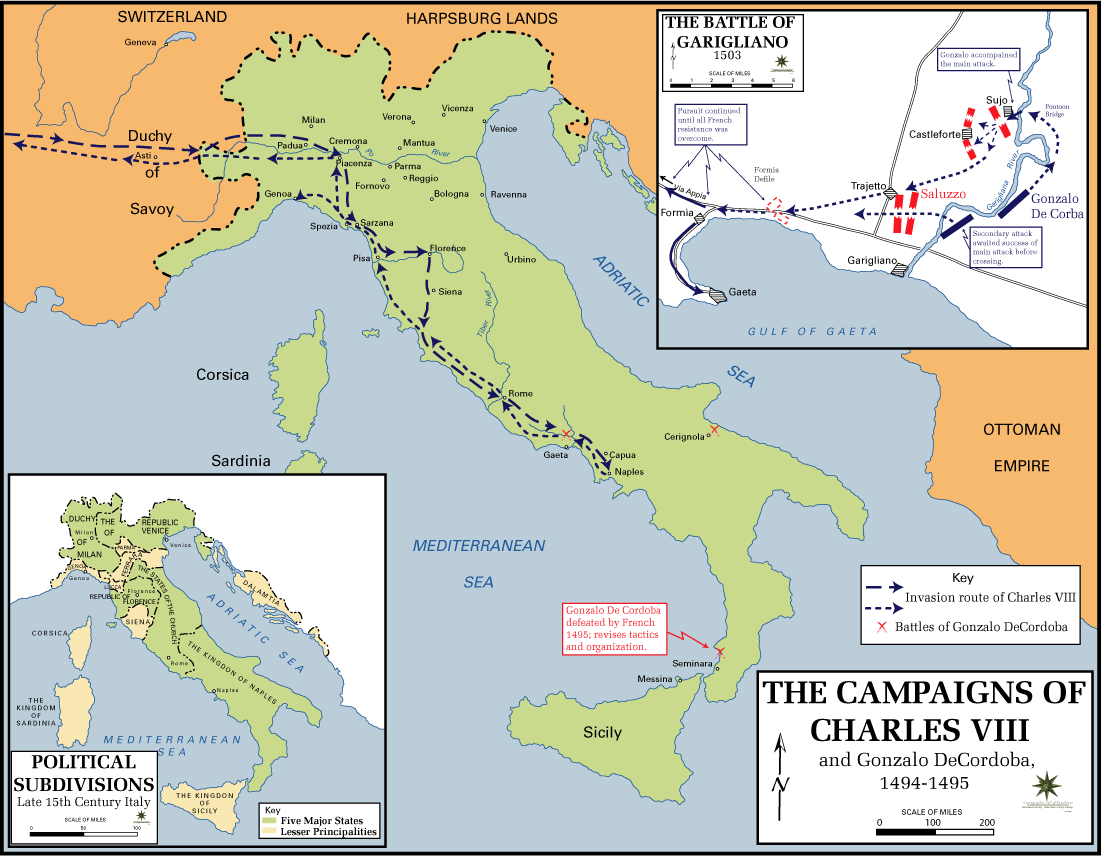
Die Kriegszüge von Karl VIII und Gonzalo De Cordoba, 1494–95

In Mailand regierte ab 1481 Ludovico Sforza für seinen minderjährigen Neffen Gian Galeazzo Sforza, wollte jedoch selbst Herzog werden. König Ferdinand I. von Neapel suchte das zu verhindern und, zusammen mit den Medici, die Machtbalance in Italien zu seinen Gunsten zu verschieben. Nach Ferdinands Tod 1494 wurde Ludovico zum Herzog von Mailand und verbündete sich mit König Karl VIII. von Frankreich, um dessen Ansprüche auf den Thron von Neapel gemeinsam durchzusetzen. Als vermeintlicher Verbündeter hatte dieser den jungen französischen König mehrfach zur Eroberung Neapels angestachelt. Denn das Königreich Neapel, so Ludovico Sforza im Einklang mit französischen Rechtsgelehrten, gehöre aufgrund der ehemaligen Herrschaft der Anjou über das Königreich Sizilien seit Karl von Anjou zu den legitimen Besitzungen der französischen Krone. Philippe de Commynes berichtet: „Im Jahre 1492 begann Herr Ludovico an den jetzigen König Karl VIII. zu senden, um ihn dahin zu bringen, nach Italien zu kommen, um das Königreich Neapel zu erobern.“ Karl hatte seinen Feldzug 1492 im Vertrag von Étaples mit dem englischen König Heinrich VII., 1493 im Vertrag von Barcelona mit Ferdinand II. von Aragón und im Vertrag von Senlis mit dem römisch-deutschen König Maximilian I. diplomatisch vorbereitet. Mailand diente dem französischen Heer als Ausgangsbasis in Italien. Karl VIII. von Frankreich marschierte mit einem Heer und starkem Belagerungsgerät nach Italien. Am 8. September 1494 stürmte eine Armee Karls VIII. unter der Führung von Ludwig von Orléans die Stadt Rapallo, die mit Unterstützung von 5.000 aragonesischen Soldaten die Truppen aufhalten wollte. Als Vergeltung für diesen Versuch wurden in der Stadt alle Männer, Frauen und Kinder niedergemetzelt. Als Nächstes besetzte Karl VIII. Genua als Versorgungshafen. Am 31. Oktober 1494 kapitulierte Florenz unter Piero di Lorenzo de’ Medici. Zwei Monate später, am 31. Dezember, nahm Karl VIII. Rom ein und zog nach Neapel, das er ebenfalls nach kurzer Belagerung am 22. Februar 1495 von dem Haus Trastámara-Aragón eroberte. Zu diesen Auseinandersetzungen lassen sich auch die Ennetbirgischen Feldzüge rechnen, die eine Reihe von kriegerischen Aktionen darstellten, die sich in den Jahren von 1402 bis 1515 zwischen der Eidgenossenschaft, dem Herzogtum Mailand, Frankreich, dem Haus Habsburg, dem Papst Alexander VI. und verschiedenen italienischen Staaten um die Vorherrschaft in Oberitalien abspielten.
Mit der tatsächlichen Einnahme Neapels durch Karl VIII., so betont Commynes wiederholt, hätten dagegen weder die Venezianer noch die Mailänder je gerechnet. Mit dem plötzlichen Fall Neapels änderte sich die Lage auf der Halbinsel schlagartig, da sich die italienischen Großmächte angesichts des nun zunehmend als Bedrohung empfundenen Erfolges der Franzosen zum Handeln genötigt sahen.
Die Schnelligkeit des französischen Vormarsches im ersten französischen Feldzug und die Härte, mit der der Widerstand der Städte gebrochen wurde, schreckten die übrigen Kleinstaaten Italiens auf. Ludovico Sforza, der nun erkannte, dass Karl VIII. nun auch Anspruch auf Mailand erheben konnte und sich wohl mit der Annexion von Neapel nicht zufriedengeben würde, wandte sich an Papst Alexander VI. um Hilfe, der daraufhin die Liga von Venedig organisierte.
Mailand, das Haus Aragon, der Papst, Kaiser Maximilian I. und Venedig verbanden sich ohne Rücksicht auf bestehende Bündnisse im März 1495 zur heiligen Liga, so dass der kurz darauf erzwungene Rückzug der Franzosen sich weitaus komplizierter als ihr Einmarsch gestaltete.
Die Liga versammelte ein Landsknechtsheer unter dem Markgrafen von Mantua und Condottiere Gianfrancesco II. von Gonzaga. Karl war am 20. Mai gezwungen sich aus Neapel zurückzuziehen, wenn er sich nicht in Neapel abschneiden lassen wollte. Er ließ die Hälfte des Heeres zur Verteidigung in Neapel zurück und zog mit dem restlichen Heer in die Lombardei, wo es am 6. Juli 1495 etwa 30 km südöstlich von Parma auf dem Rückzug zur Schlacht bei Fornovo kam. Seine Verluste waren so schwer, dass er die Beute seines Italienzuges zurückließ und nach Frankreich zurückkehrte. Durch die hohe Schuldenlast war ihm eine Weiterführung des Krieges nicht möglich. Er starb 27-jährig am 7. April 1498 durch einen Unfall auf Schloss Amboise.

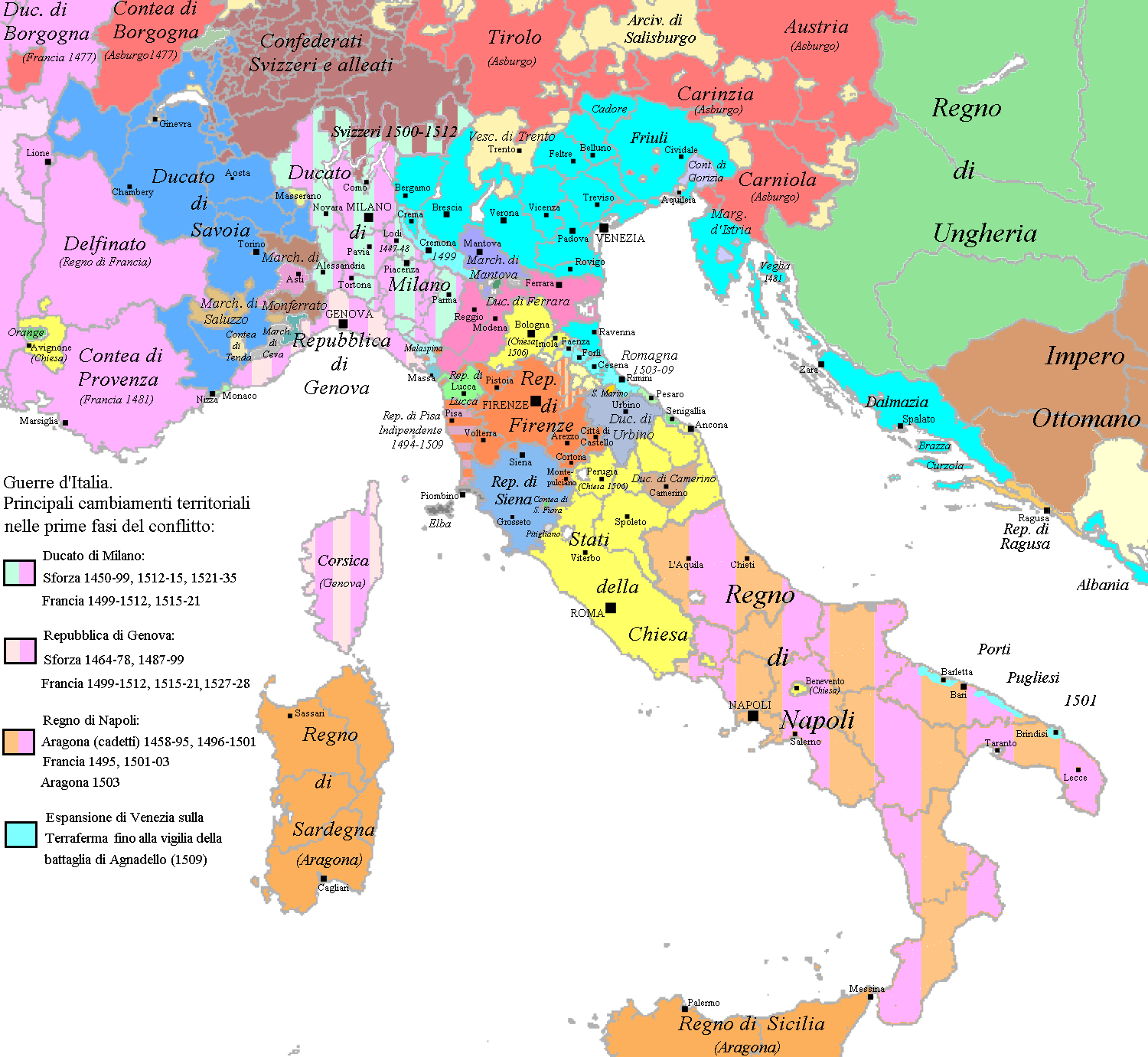
Die politische und territoriale Situation in Italien zwischen 1494 und 1535

Für Italien sollte dieser erfolglose Feldzug verhängnisvolle Folgen haben. Bereits in seinem frühesten Werk überhaupt, in den erst im 19. Jahrhundert publizierten Istorie fiorentine von 1508/9, stellte Francesco Guicciardini den Mailänder Herzog Ludovico Sforza als denjenigen dar, der unter allen Italienern die schwerste Schuld an dem Unglück Italiens auf sich geladen habe. Nachdem dieser sich mit dem König von Neapel und den Florentinern hoffnungslos überworfen hatte, begann er, um sich eines Beistands zu versichern und um sich zu rächen, mit König Karl VIII. von Frankreich zu paktieren, was Guicciardini mit den Worten kommentiert: »Questi furono e‘ princìpi e le origine della ruina di Italia.« (Das ist das Prinzip und der Ursprung des Untergangs Italiens) Als der böse Geist Italiens figuriert Ludovico il Moro auch in den Istorie fiorentine Machiavellis.

### Zweiter französischer Feldzug (1499–1504)
Der neue französische König Ludwig XII. erhob auf Grund seiner Herkunft als Enkel der mailändischen Prinzessin Valentina Visconti und des Herzogs Ludwig von Orléans aus dem Haus Valois Ansprüche auf Mailand. Er entsandte ein weiteres Heer nach Italien, das unter Gian Giacomo Trivulzio sich gegen Ludovico Sforza wandte und Mailand besetzte. Der unterlegene Ludovico Sforza kam nach dem Verrat von Novara im Jahr 1500 als Gefangener nach Frankreich.
Aufgrund der günstigen Lage im Norden war für Ludwig XII. klar, dass er nun auch Neapel für sich beanspruchen wollte. Dazu schloss er mit Ferdinand von Aragón einen Vertrag (Teilungsvertrag in Granada) über Neapel ab, der die Aufteilung Süditaliens zwischen den beiden Großmächten regelte. 1501 wurde schließlich ein Angriff auf Neapel realisiert, der von zwei Seiten erfolgte. Von Norden her zogen die Franzosen heran, abermals unterstützt vom Papst, und von Süden rückten die Spanier vor. Franzosen und Spanier besetzten Neapel gemeinsam. Der neapolitanische König Friedrich I. hatte einer derartigen Übermacht nichts entgegenzusetzen und kapitulierte sofort, wobei ihm ein ehrenvoller Ruhestand auf einem Gut im Loiretal versprochen wurde Doch bald entbrannte ein Machtkampf, der sich in einem Krieg entlud. schon bald kam es zu Kämpfen um die alleinige Herrschaft über das Königreich. Die Spanier konnten zwar zunächst zurückgedrängt werden, jedoch konnte die französische Armee ihren eigenen Nachschub nicht gewährleisten. Nach der Schlacht von Cerignola (21. April 1503) und am Garigliano (29. Dezember 1503) vertrieben die Spanier unter Gonzalo Fernández de Córdoba y Aguilar die Franzosen mit Unterstützung italienischer Ritter (darunter Ettore Fieramosca), die sich gegen die Franzosen in der Disfida di Barletta bewährt hatten, und blieben unter Ferdinand II. wiederum Herren im Königreich Neapel.

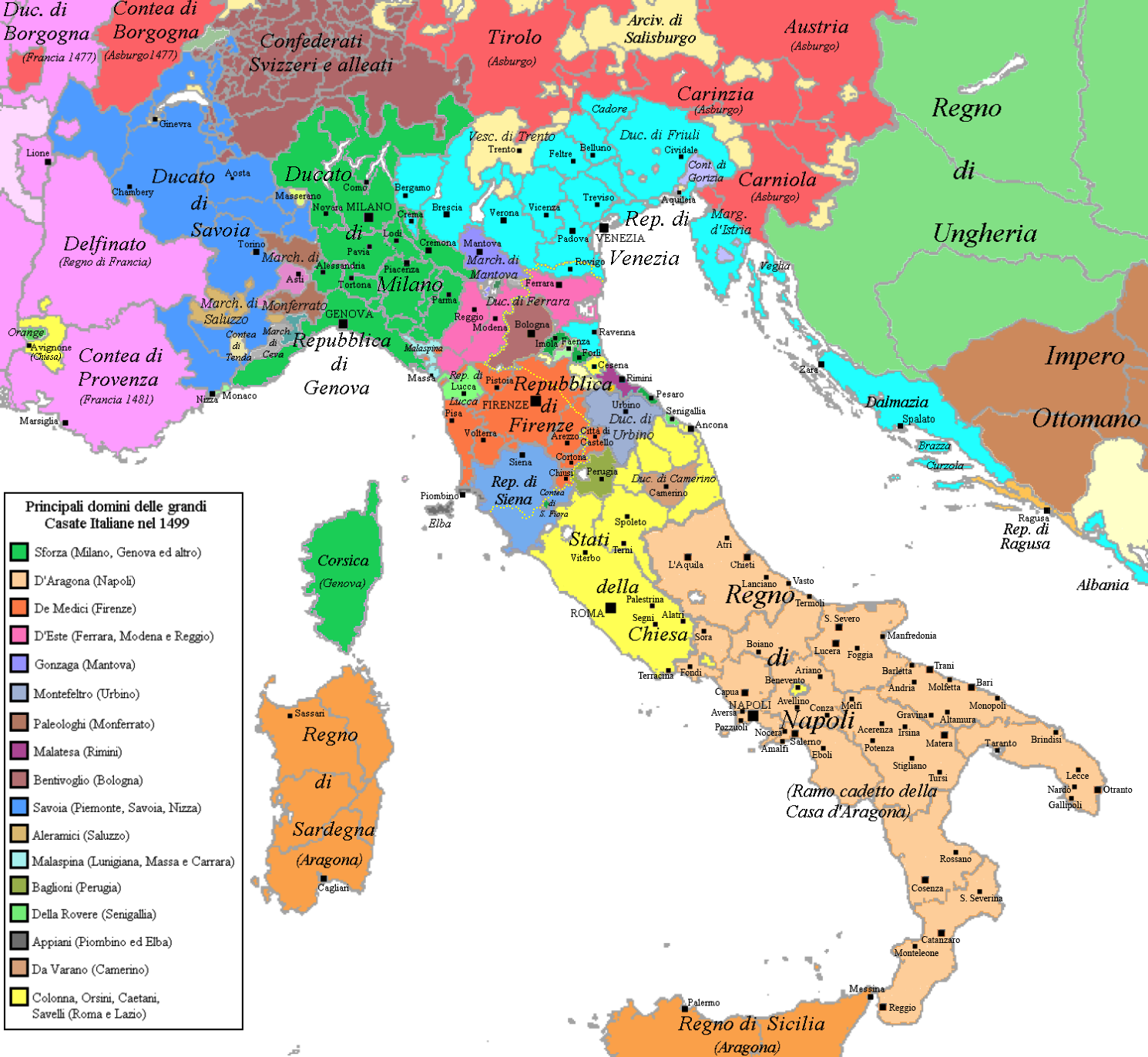
Die politische und territoriale Situation in Italien um 1499

Es kam zu mehreren Kämpfen, bei denen die Spanier jeweils siegreich hervorgingen und schlussendlich sogar die Hauptstadt Neapel zurückerobern konnten. Die kleine Stadt Gaeta war der letzte Ort, an den sich die Franzosen zurückziehen konnten, welche schließlich am 1. Januar 1504 kapitulieren mussten. Im Vertrag von Lyon, am 31. März 1504, musste Ludwig XII. jeden Anspruch auf Neapel aufgeben, dessen Territorien nun definitiv zu einem spanischen Vizekönigreich wurden.

### Folgen
Neapel verlor seine Unabhängigkeit an Spanien, was im Vertrag von Blois am 22. September 1504 von Ludwig anerkannt wurde und Ferdinand von Aragón wurde neuer Herrscher Neapels. Dies führte zu der 200-jährigen spanisch-habsburgischen Herrschaft über Süditalien. Papst Julius II. nutzte 1506 die Lage, besetzte Perugia, zog gegen Bologna bis Imola und nahm Bologna mit französischer Hilfe.

## Großer Venezianerkrieg

### Krieg der Liga von Cambrai (1508–1510)
Um ihren Einfluss in Italien wiederherzustellen, schlossen Papst Julius II., Maximilian I., König Ludwig XII., Heinrich VII. von England und Ferdinand II. von Aragonien am 10. Dezember 1508 die Liga von Cambrai gegen die Republik Venedig zur Rückeroberung der von Venedig auf dem Festland (Terraferma) besetzten Gebiete. Diese von Julius II. betriebene Allianz gegen Venedig entpuppte sich als Fehler, weil sie nach dem Rückzug des von der Niederlage in der Schlacht von Agnadello geschwächten Venedig das Feld Franzosen und habsburgischen Spaniern überließ. Maximilian wollte das Reichs- und Hausgut in Istrien und Friaul sowie Verona, Vicenza und Padua zurückgewinnen. Obwohl vom Reich völlig im Stich gelassen – der Reichstag von Worms (April–Juni 1509) bewilligte nicht einen einzigen Landsknecht –, konnte er dank der französischen Waffenhilfe Verona, Triest, Görz und vorübergehend sogar Padua besetzen.
Für Maximilian war das Wichtigste die allmähliche Aussöhnung mit König Ferdinand, wodurch das Erbrecht Karls (V.) endgültig gesichert war, und eine enge Freundschaft mit Spanien und England („Dreieinigkeit“) begründet wurde. Julius II. beschloss daraufhin statt den Venezianern die Franzosen zu vertreiben. In der Schlacht von Polesella (1509) besiegte ein Heer des mit Frankreich verbündeten Alfonso I. d’Este die Venezianer. Als ersten Schritt exkommunizierte Julius 1510 den Herzog von Ferrara Alfonso I. d’Este und zog das päpstliche Lehen Ferrara ein, da dies ein Verbündeter der Franzosen war. Dies wurde möglich, da Alfonso quasi isoliert dastand, nachdem seine Schwester Isabella d’Este zur Freilassung ihres gefangenen Ehemanns (seit 1509 in venezianischer Gefangenschaft) den Erstgeborenen Federico II. Gonzaga als Geisel an Papst Julius II. übergeben hatte und auch das befreundete Mantua damit auf die Seite der nachfolgenden Heiligen Liga erpresst war.

### Krieg der Heiligen Liga (1511–1513)
König Ferdinand, der nun ganz auf Habsburg setzte, plante eine spanisch-österreichische Lösung der italienischen Frage unter Ausschluss Frankreichs und vereinigte den Papst, Spanien, Venedig und die Schweizer in einer neuen Heiligen Liga (4. Oktober 1511), welche die Franzosen aus Italien vertreiben sollte. Der Gegensatz zwischen Habsburg und Valois trat immer wieder hervor. Maximilian schloss Waffenstillstand mit Venedig
, versöhnte sich mit dem Papst und dessen Lateran-Konzil und trat der Heiligen Liga bei (19. November 1512), die sich unter dem neuen Papst Leo X. bald wieder auflöste.
Die vom Papst Julius II., Maximilian, Ferdinand, dessen Schwiegersohn Heinrich VIII. von England, Venedig und den Schweizern gegen Frankreich geschlossene Heilige Liga bereinigte die Lage zunächst wieder, da sich die Franzosen aus dem Herzogtum Mailand zurückziehen mussten. Der Sieg in der Schlacht bei Ravenna (1512) half den Franzosen jedoch nicht, Norditalien zu sichern, vielmehr mussten sie sich im August 1512 aus der Region zurückziehen. Die Schweizer Soldaten waren nach Ravenna fest entschlossen, die Franzosen hart zu treffen. Im Mai 1512 versammelten sich 24’000 Männer in Chur zu dem, was später als «Pavia-Expedition» bekannt wurde. Unter der Führung des erfahrenen Veteranen Ulrich von Hohensax (ca. 1462–1538) – entgegen der Tradition als «Oberbefehlshaber» bezeichnet – strömten die Schweizer Truppen nach Italien, wo sich ihnen eine Stadt nach der anderen ergab. Die Franzosen, die nach ihrem Sieg über die Spanier in der Schlacht von Ravenna im Monat zuvor erschöpft waren, hatten zu wenig Männer und wurden völlig überrascht. Sie waren nicht in der Lage, solide Verteidigungspositionen einzunehmen und ihre Kräfte zu konsolidieren, um die Schweizer herauszufordern. Die Eidgenossen unterwarfen die Lombardei und vertrieben die Franzosen in nur sechs Wochen aus Italien. In der Schlacht bei Pavia (1512) wurden die französischen Truppen vom Heer der Liga besiegt. Die Liga beschloss, die Medici in Florenz wieder einzusetzen und es zum Aufgeben des französischen Bündnisses zu zwingen.
Die Heilige Liga sollte sich als kurzzeitig erweisen; Sie endete letztlich mit dem Tod des Papstes Julius II. am 21. Februar 1513.
Bereits im März wechselte die Republik Venedig jedoch die Seiten und schloss am 23. März in Blois ein Angriffsbündnis mit Frankreich. Der Medici-Papst Leo X. zeigte sich scheinbar zur Neutralität verpflichtet.
Mit exorbitanten Geldsummen gelang es, die Eidgenossen in das anti-französische Bündnis zu bringen. Am 6. Juni 1513 besiegten die Schweizer Ludwig XII. in der Schlacht bei Novara und setzten mit Massimiliano Sforza die Sforza wieder als Herren in Mailand ein. Die empfindliche Niederlage von Novara zwang die Franzosen zum Rückzug aus Italien.
Die Spanier besiegten Venedig am 7. Oktober 1513 in der Schlacht von La Motta.
1514 wurde Friede zwischen England und Frankreich geschlossen und Ludwig XII. versöhnte sich mit Papst Leo X. Dieser beabsichtigte, seinem Bruder Giuliano das Königreich Neapel und seinem Vetter Lorenzo einen Staat in Norditalien zu verschaffen und brachte Parma, Piacenza und Modena an sich.
Als 1515 Ludwig XII. starb, erneuerte sein Nachfolger Franz I. das Bündnis mit Venedig und griff Mailand an.
Am 13./14. September 1515 besiegte König Franz I. von Frankreich die im Sold der Sforza stehenden Schweizer bei Marignano und gewann Mailand zurück. Im Oktober 1515 musste Massimiliano Sforza als Herzog abdanken und sich ins französische Exil begeben. Charles III. de Bourbon-Montpensier übernahm bis 1521 die Regentschaft.
Die Eidgenossen mussten nach der Niederlage von Marignano alle Hoffnungen auf die Ausweitung ihres Machtbereichs aufgeben und verpflichteten sich in einem Vertrag zur dauerhaften Neutralität gegenüber Frankreich.

## Habsburgisch-französischer Konflikt

### Kriege zwischen Karl V. und Franz I.

#### Erster Krieg Karls V. gegen Franz I. (1521–1525)
Nach dem Tod König Ferdinands des Katholischen von Spanien 1516 schloss sein Nachfolger Karl I. mit Franz I. Frieden. und mit dem Friedensschluss von Noyon kehrte vorübergehend Ruhe ein. Mit dem Vertrag von London sollte 1518 eine Konfliktvermeidung erreicht werden. Jedoch 1519 starb Maximilian I. Die römisch-deutsche Königswürde ging an seinen Enkel Karl I. von Spanien aus dem Hause Habsburg, was zur Vereinigung aller Habsburger Besitzungen in Europa und zur Einkreisung Frankreichs führte. Habsburger und Franzosen bekriegten sich jetzt nicht mehr nur um die Vorherrschaft in Italien, sondern auch um die Vorherrschaft in Europa und in der Welt. Italien blieb einer der Hauptkriegsschauplätze, wo sich einzelne italienische Staaten abwechselnd mal mit der einen, mal mit der anderen Großmacht verbündeten, um in deren 'Windschatten' ihren jeweiligen Machtbereich und ihre Territorien auszudehnen.
Mit der Wahl Karls zum römisch-deutschen König, gegen die Franz I. erfolglos kandidiert hatte, bekam der Konflikt eine neue Dimension: Frankreich auf der einen Seite und der habsburgische Machtkomplex auf der anderen kristallisierten sich als Hauptgegner in einem bevorstehenden Kampf um die Vorherrschaft in Europa heraus, der wiederum vor allem in Italien ausgetragen werden sollte.
Eine französisch-englische Annäherung sollte durch das Treffen Franz I. mit dem englischen König in Camp du Drap d’Or im Juni 1520 verstärkt werden. Heinrich VIII. und Karl V. schlossen jedoch bereits am 14. Juli einen Vertrag, in dem sie sich darauf einigten, kein Bündnis mit Frankreich einzugehen. Bald darauf entbrannten direkte kriegerische Auseinandersetzungen innerhalb Europas.

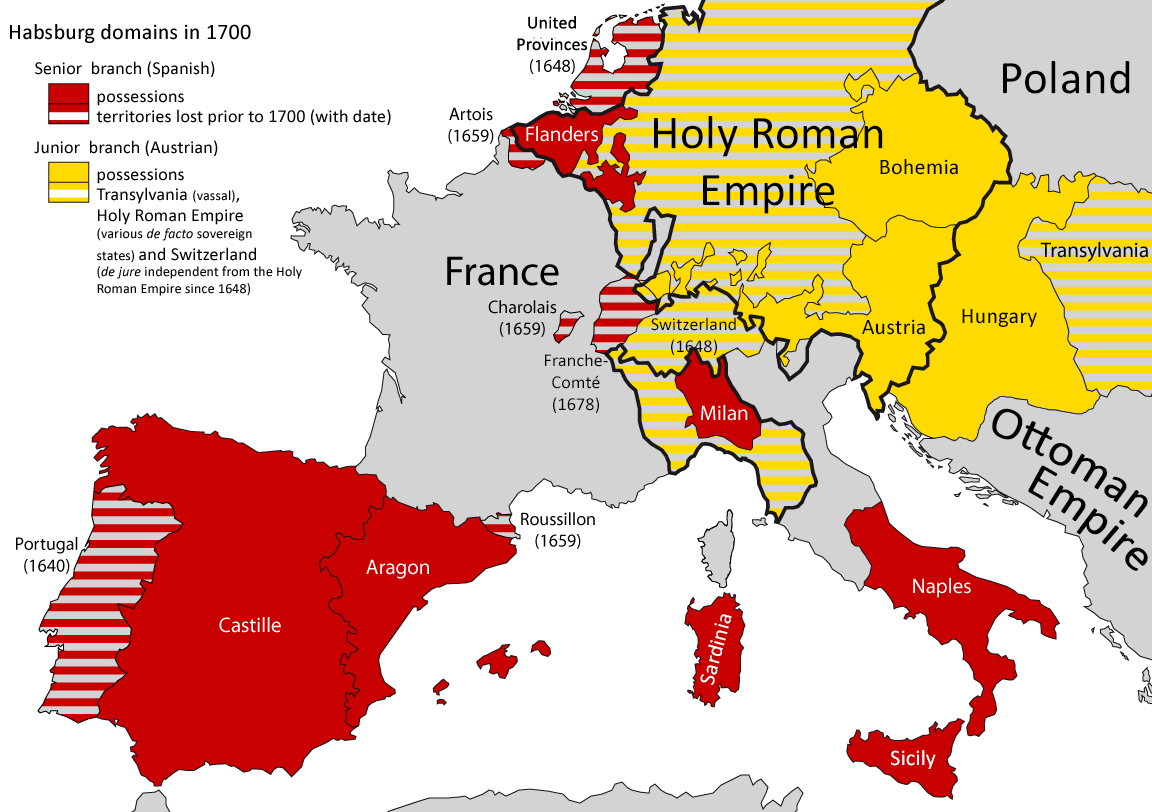
Die Wahl Karls V. bedeutete, dass Frankreich von drei Seiten von Habsburger Territorien umgeben war (Rot=Spanien, Gelb=Österreich)

Europäischer Herrschaftsbereich Karls V., während seiner Regentschaft von 1520 bis zu seiner Abdankung am 23. August 1556 zugunsten seines Sohnes Philipp II. auf den spanischen Thron und seines Bruders Ferdinand I. auf die Kaiserwürde.
Weinrot: Königreich Kastilien
Rot: Besitzungen Aragons
Orange: Burgundische Besitzungen
Gelb: Österreichische Erblande
Blassgelb: Heiliges Römisches Reich

Als der Krieg 1521 erneut ausbrach, konzentrierten sich die Anstrengungen beider Seiten fast ausschließlich auf das Herzogtum Mailand als Schlüssel zur Macht in Italien.
In der zweiten Kriegsperiode ab 1521 gab es wegen der Vereinigung der spanischen mit der deutschen und später der Kaiserkrone unter Karl dann nur noch ein Heer, in dem die Deutschen zahlenmäßig stärker vertreten waren als die Spanier.
Im Jahr 1521 verbündete sich König Karl V. mit Papst Leo X. (aus dem Hause der Medici) und Heinrich VIII. gegen König Franz I., der, im Bündnis mit Genua, Venedig und Ferrara, über Mailand angreifen wollte, um so die habsburgische Umklammerung zu lösen. Am 19. November 1521 eroberte der kaiserliche Feldherr Pescara Mailand zurück, und am 27. April 1522 besiegte ein spanisches Heer unter Prospero Colonna die Truppen Franz’ I. in der Schlacht bei Bicocca. Obwohl einer der reichsten Aristokraten Frankreichs, wechselte Charles de Bourbon 1523 ins Lager Kaiser Karls V.

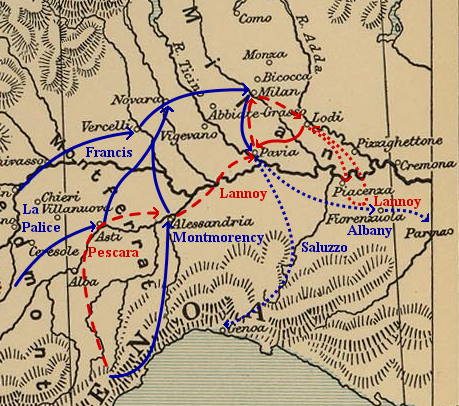
Die Märsche Franz’ I. (Francis) und Palices und ihres Gegners Pescaras zur Schlacht bei Pavia (1525); vorige Operationen gestrichelt: Der Rückzug Pescaras von Marseille über die Alpen nach Pavia (September 1524), die Eroberung Alessandrias durch Montmorency (Oktober 1524), der Marsch Albanys nach Neapel, den Lannoy bei Fiorenzuola vergeblich aufhalten wollte (November 1524), und der erfolgreiche Zug der Franzosen unter Saluzzo gegen die in Genua gelandeten Spanier (Dezember 1524)

Nach 1522 wandten sich Genua, Venedig und Ferrara wieder von Frankreich ab; ebenso der (flämische) Papst Hadrian VI. wegen Franz’ Bündnis mit den Osmanen. 1524 eroberte Frankreich Mailand wieder; Venedig und der Medici-Papst Clemens VII. wechselten auf die Seite von Franz I.
Das französische Heer unter Franz I. marschierte indessen auf Mailand zu, das kaum durch Kaiserliche geschützt war. Durch eine Pestepidemie und eine Hungersnot war die Bevölkerung Mailands stark dezimiert worden. Die wenigen Verbliebenen verließen eilig die Stadt, die erneut in die Hände der Franzosen fiel. Allein 700 spanische Soldaten blieben im Castello Sforzesco eingeschlossen. Francesco Sforza und sein Kanzler Girolamo Morone zogen sich nach Cremona zurück, während sich Charles de Bourbon in deutsche Länder wendete, um Verstärkung zu finden. Der Marchese di Pescara zog sich nach Lodi zurück, Antonio de Leyva schließlich wurde mit der Verteidigung Pavias beauftragt. Ihm zur Seite standen Fritz von Zollern und Kaspar von Frundsberg. Das französische Heer unter der Führung Franz I. hielt sich nicht lange im zerrütteten Mailand auf. Während Feldherr La Trémouille mit wenigen Kräften dort verblieb, zog der Großteil des französischen Heeres weiter. Entlastung erhielt der Kaiser durch einen 1523 begonnenen Kriegszugs der Engländer in Nordfrankreich. Der französische Heerführer Guillaume Gouffier de Bonnivet schlug einen Angriff auf Pavia vor. Ende Oktober 1524 gelangte die französische Armee dort an und begann mit der Belagerung.
Am 24. Februar 1525 stürmte das deutsch-spanische Heer unter der Führung von Charles de Lannoy gegen die Pavia belagernden Franzosen an und nahm Franz I. in der Schlacht bei Pavia gefangen. Nach dem Ende der Schlacht wurde Franz I. zunächst im italienischen Pizzighettone gefangen gehalten, um im Juni auf eigenen Wunsch nach Spanien verlegt zu werden. Im Festungsturm des Alcazar in Madrid blieb er bis zum Frühjahr 1526. Im Waffenstillstand von Toledo vom 11. August 1525 und im Frieden von Madrid vom 14. Januar 1526 wurde Franz I. zum Verzicht auf Mailand, Genua und Burgund gezwungen. Schon zuvor wurde Ende August 1525 der englisch-französische Grenzstreit im Frieden von Moore beigelegt. Nach seiner Freilassung widerrief Franz I. den Friedensvertrag von Madrid mit dem Argument, er sei ihm in der Gefangenschaft aufgezwungen worden.
Bewirkt hatten der Sieg von Pavia und der Vertrag von Madrid für Karl V. am Ende nun äußerst wenig. Das kaiserliche Heer in Italien wurde nicht ausreichend bezahlt und die italienischen Staaten, allen voran der Kirchenstaat unter dem neuen Papst Clemens VII., begannen zunehmend ihren Kurs zu ändern. Auch Franz I., der nicht im Sinn hatte, die Bedingungen des Madrider Friedens zu erfüllen, war keineswegs geschwächt genug, seine Italienpläne aufzugeben.

#### Krieg der Liga von Cognac (1526–1530)
Im selben Jahr entstand auf Betreiben des Papstes die Liga von Cognac. In Schloss Cognac, wohin sich der Hof Franz I. nach seiner Freilassung zurückgezogen hatte, wurde am 22. Mai 1526 zwischen Frankreich, dem Papst, Francesco Sforza, Venedig und Florenz eine sogenannte „heilige Liga“ abgeschlossen. Sie verbündeten sich wegen der zunehmenden Machtfülle Karls V. Das Bündnis hatte das Ziel, die französischen Forderungen gegen das als ungültig bezeichneten Friedens von Madrid zu erfüllen. Die Söhne des französischen Königs sollten mittels eines Lösegeldes freigekauft, Francesco Sforza sollte als Herzog von Mailand anerkannt werden, und der Papst behielt es sich vor, zu bestimmen, mit welchem Gefolge der Kaiser zu seiner Krönung nach Rom kommen könne.
1526 begann der zweite Krieg zwischen Franz I. und Karl V. Die Truppen der Liga marschierten unter der Führung des Herzogs von Urbino Francesco Maria I. della Rovere im Herzogtum Mailand ein. Die kaiserlichen Truppen in der Lombardei befanden sich im Frühjahr 1526 in einer militärisch schwachen Position: sie waren zahlenmäßig nicht stark, der Sold stand seit langem aus und bei der einheimischen Bevölkerung waren sie verhasst. Georg von Frundsberg erhielt den Auftrag, ein Landsknechtsheer zur Verstärkung der Truppen in der Lombardei zusammenzustellen, Erzherzog Ferdinand blieb aber den Sold schuldig. Eine Folge davon war der Zug nach Rom und die Plünderung Roms („Sacco di Roma“) ab dem 6. Mai 1527.
Frankreich versuchte, zusammen mit der Republik Genua, Neapel zu belagern. Genua hatte sich 1522 unter Andrea Doria mit Frankreich verbündet, um die deutschen und spanischen Truppen aus der Stadt zu werfen. Doria revanchierte sich mit der Befreiung Marseilles von der Belagerung.
Eine französische Armee erreichte Norditalien im August 1527. Vereinigt mit Verbündeten der Liga von Cognac, Mailand und Venedig, konnte sie gleich zu Beginn Erfolge verbuchen. Pavia wurde eingenommen und auch Ferrara und Florenz traten auf der Seite Frankreichs in den Krieg ein.
Kampf um das Königreich Neapel
Die Franzosen wollten das bereits vor der Schlacht bei Pavia begonnene Unternehmen gegen das Königreich Neapel von neuem aufnehmen.
Der französische Befehlshaber Lautrec begann 1528 über Apulien Richtung Neapel zu marschieren. Im Januar 1528 rückte Lautrec im Königreich ein, und im April nahm er die Belagerung der Hauptstadt auf.
Die verbündeten Venezianer besetzten währenddessen die apulischen Häfen. Die kaiserlichen Truppen mussten sich in die Stadt zurückziehen und die französische Belagerung Neapels wurde vom Meer her durch die genuesische Flotte unter Andrea Doria unterstützt. Die Blockade der Getreidelieferungen aus Sizilien war ein wichtiger taktischer Bestandteil der französischen Strategie. Eine spanische Flotte, die Neapel entsetzen sollte, wurde bei Amalfi am 28. April 1528 von Filippino Doria, einem Neffen Andreas, vernichtet und der spanische Befehlshaber Alfonso d’Avalos festgegesetzt. Die Stadt Neapel hätte der Belagerung mit den ausbleibenden Lieferungen nicht lange Stand gehalten.
Als der französische König aber den versprochenen Sold nicht zahlte und auch den genuesischen Besitz Savona nicht zurückgeben wollte, zogen die Genuesen im Juli 1528 ihre Flotte von Neapel ab.
Am 4. Juli segelte Filippino Doria mit seiner Flotte von Neapel ab und beendete damit die Belagerung der Stadt. Andrea Doria, begann von seinem in Ischia eingerichteten Stützpunkt, Neapel von See her zu versorgen und die Franzosen von der Versorgung aus der Heimat abzusperren. Die Lage der französischen Truppen verschlechterte sich, so dass die französische Belagerung im August 1528 abgebrochen wurde. Die Franzosen mussten in der Folge Neapel verlassen.
Am 9. Juli nahm Andrea Doria die Verhandlungen mit der kaiserlichen Regierung auf, die im August zu der Konvention von Madrid führten, in der die genuesische Flotte dem habsburgischen Herrscher zur Verfügung gestellt wurde. Doria trat in die Dienste des deutschen Königs und am 10. August unterzeichnete Karl V. ein Abkommen („asiento“) mit Andrea Doria, welches die weitere Zusammenarbeit regelte. Doria bekam vom Kaiser das Doppelte des Etats, welchen ihm die Franzosen bezahlt hatten.
Doria erhielt persönlich mit dem Titel eines Generalkapitäns zur See einen hohen Sold, die Überlassung eines neapolitanischen Hafens, sowie Konzessionen für die genuesischen Republik und Garantien für deren Unabhängigkeit zugesichert.
 Zurückeroberung von Genua
Schon im September hatte Andrea Doria Genua von den Franzosen zurückerobert, wo sofort im Anschluss die Unabhängigkeit der Republik ausgerufen wurde und die Unabhängigkeit der Republik Genua wiederhergestellt wurde.
Die günstige Abfolge der Ereignisse ließ es sogar zu, dass Doria bis in den Sommer 1529 mit seiner Flotte Offensivangriffe gegen Hafenstädte der Provence organisierte und dort auch einige Erfolge feiern konnte. Seine Feldzüge wurden aber schließlich von den immer mehr auftretenden Barbareskenangriffen im Süden unterbrochen, wo seine Flotte dringend zur Verteidigung gebraucht wurde.
Nachdem die Franzosen Genua und die gesamte ligurische Küste aufgeben mussten, lag ihre letzte Chance, in Italien noch einmal Fuß zu fassen, darin, Mailand zurückzuerobern.
Franz I. entsandte ein Heer nach Mailand, welches vom Herzog von Saint-Pol angeführt wurde. Am 21. Juni 1529 kam es bei Landriano, nicht weit außerhalb Mailands, zur Entscheidungsschlacht zwischen den Franzosen und den Kaiserlichen unter De Leva.
Ein heimlicher Nachtangriff entschied schließlich den Kampf zu Gunsten des Kaisers und De Leva konnte viele hochrangige Offiziere, unter anderem den französischen Heerführer Saint-Pol, gefangen nehmen. Mailand war nun definitiv für die Franzosen verloren. Franz blieb nur noch übrig, Frieden zu schließen, um so mehr, da die englische Hilfe vollständig ausblieb.
Neben dem erneuten Beweis der kaiserlichen Dominanz in Norditalien gab es noch weitere Gründe, welche für einen Übertritt des Papstes ins kaiserliche Lager sprachen. Venedig etwa hatte Gebiete des Kirchenstaates in seinen Besitz gebracht, und auch die Lage in Florenz, aus dem die Medici nach dem Sacco di Roma vertrieben worden waren, entsprach nicht seinen Wünschen. Außerdem begann die Gefahr eines Osmanenangriffs immer ernster zu werden.
Nachdem sich der Papst 1529 im Frieden von Barcelona wieder mit Karl V. versöhnt hatte, in dem Karl gewisse Forderungen des Papstes erfüllt hatte, krönte er diesen im Februar 1530 in Bologna mit der Eisernen Krone der Langobarden zum König von Italien und zum Kaiser des Heiligen Römischen Reiches. Da auch das unterlegene Frankreich Frieden mit dem Kaiser geschlossen hatte (Damenfriede von Cambrai 1529), war Karl V. uneingeschränkter Herrscher Italiens. Die Bedingungen ähneln denen des Vertrags von Barcelona, mit Ausnahme, dass Frankreich Burgund zurückerhielt. Dem Medici-Papst Clemens versprach er die Wiederherstellung der Herrschaft seiner Familie in seiner Heimatstadt gegen die Republik Florenz, die sich dagegen jedoch erbittert wehrte. (Belagerung von Florenz durch das kaiserlich-päpstliche Heer) In der Schlacht von Gavinana am 3. August 1530 unterlagen die republikanischen Florentiner unter Francesco Ferrucci den kaiserlichen Truppen unter Karl V. Das belagerte Florenz musste sich, durch Hungersnöte und Epidemien gezwungen, dem kaiserlichen Willen beugen. Alessandro de’ Medici (1510–1537) wurde neuer Herzog von Florenz und heiratete 1536 Margarethe von Österreich, eine natürliche Tochter Karls V.
Siehe Wiedereinsetzung der Medici

#### Dritter und Vierter Krieg Karls V. gegen Franz I. (1535–1544)
Dieser Krieg zwischen Kaiser Karl V. und König Franz I. brach nach dem Tod des Herzogs von Mailand, Francesco II. Sforza, und dem dadurch bedingten Erbfolgestreit aus. bei dem Franz I. in Norditalien einfiel. Es gelang ihm, Turin zu besetzen, die Einnahme von Mailand scheiterte jedoch. Der Kaiser antwortete mit einer Invasion der Provence.
Der Krieg endete am 17./18. Juni 1538 mit dem Waffenstillstand von Nizza. Die Franzosen behielten Savoyen und Piemont, ansonsten blieb die politische Landkarte Italiens im Wesentlichen unverändert.

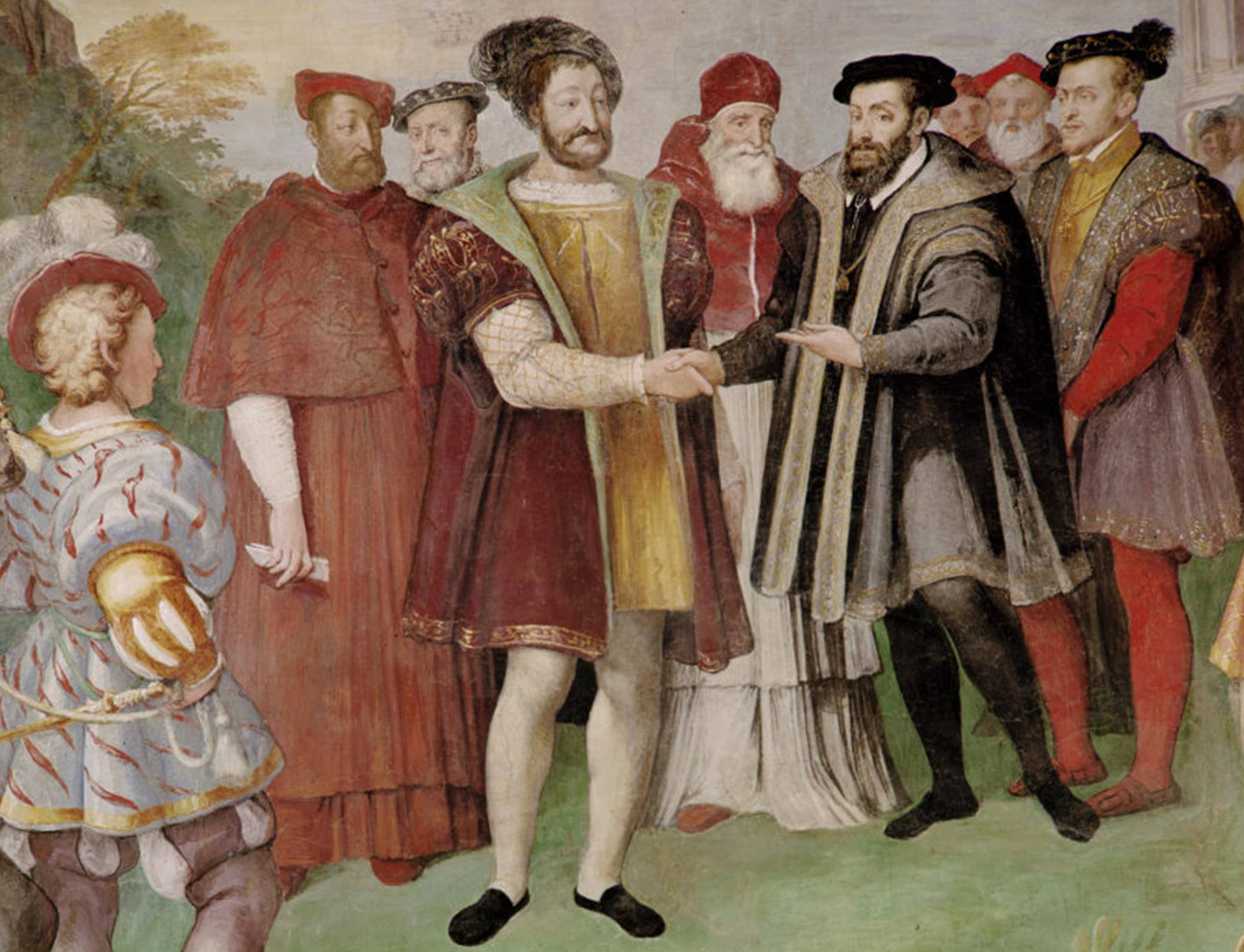
Franz I., Papst Paul III. Karl V. und Philip II. in Nizza

Am 11. Oktober 1540 ernannte Karl V. seinen Sohn Philipp zum Herzog von Mailand.
Der unzufriedene Franz I. schmiedete 1542 ein Bündnis mit dem Osmanischen Reich, um einen erneuten Angriff auf Italien durchzuführen. Am 12. Juli 1542 erklärte Franz I. in einer in Frankreich umfassend publizierten Deklaration der Casa de Austria den Krieg. Auslöser war der Mord an zwei französischen Diplomaten, welcher von einer spanischen Einheit verübt wurde. In der Deklaration bekräftigte er nochmals die Ungeheuerlichkeit der Ermordung der beiden Diplomaten und erklärte, dass diese in keinem Falle geduldet oder vergeben werden könne. Der Kaiser und der englische König Heinrich VIII. griffen daraufhin in Nordfrankreich an und besetzten Boulogne und Soissons. Wegen mangelnder Kooperation zwischen der englischen und spanischen Armee und dem zunehmenden Druck der Osmanen unter Süleyman I. zog sich Karl V. jedoch wieder zurück.
Während im Norden Europas die Kaiserlichen, unterstützt durch Heinrich VIII., die Oberhand gewannen, konnte Franz I. im Süden zum ersten Mal die Allianz mit den Osmanen erfolgreich für seine Zwecke nutzen. Schon im April 1543, noch vor dem anglo-imperialen Ultimatum, teilte der Sultan dem französischen König mit, dass er ihm für den Sommer die Flotte Khair ad-Din Barbarossas zur Verfügung stellen werde. Dabei handelte es sich um nicht weniger als 110 Galeeren, welche von den Dardanellen aus Plünderfahrten an den Küsten des Königreichs Neapel und Siziliens durchführten. Der Kirchenstaat hingegen wurde aufgrund der Anweisung Franz I. verschont.
Im August 1543 belagerte eine französisch-osmanische Streitmacht Nizza, die schließlich von Kaiserlichen Truppen entsetzt werden konnte. Nach der gescheiterten Belagerung von Nizza überwinterte die osmanische Flotte 1543 und 1544 in Toulon. In der Schlacht von Ceresole am 14. April 1544 besiegten die Franzosen mit der Hilfe Schweizer Söldner ein kaiserliches Heer, konnten aber nicht weiter in die Lombardei vorstoßen. Es war ein Glück für den Kaiser, dass den Franzosen das nötige Geld fehlte, um die Schweizer Soldaten zu bezahlen, sodass der französische Sieg in Italien ohne Folgen blieb.
Die Auseinandersetzungen endeten 1544 im Frieden von Crépy. Die Zwischenkriegszeit von 1544 bis 1551 stellte die größte, aber auch letzte Pause im jahrzehntelangen Ringen um Norditalien und um die Vorherrschaft in Europa dar. Der Kaiser musste sich dem Kampf gegen die Protestanten im Reich widmen, während Franz I. noch mit England im Konflikt lag. Die endgültige Entscheidung in Norditalien sollte erst in einem fünften und letzten Krieg zwischen den Häusern Habsburg und Valois fallen. Karl V. hingegen nutzte die Zeit des Friedens mit Frankreich in seiner Reichs- und Religionspolitik dazu, den Schwierigkeiten im Heiligen Römischen Reich zu begegnen.

### Kriege Heinrichs II. gegen Habsburg

#### Krieg Heinrich II. gegen Karl V. (1552–1556)
Nach dem Tode Franz’ I. 1547 setzte sein Sohn Heinrich II. die Tradition der habsburgfeindlichen Politik fort, da sich der neue französische König der habsburgischen Vorherrschaft in Italien nicht beugen wollte, und bildete neue Bündnisse gegen den Kaiser. Bündnispartner waren die Osmanen, einige italienische Staaten und die im Fürstenaufstand gegen den katholischen Kaiser rebellierenden protestantischen deutschen Fürsten (u. a. Moritz von Sachsen). Letztere überließen dem französischen König im Austausch für seine Unterstützung gegen den Kaiser die drei Bistümer (Trois-Évêchés) Metz, Toul und Verdun (→ Vertrag von Chambord). Die Besetzung dieser Bistümer stellte einen großen Anfangserfolg in Lothringen dar, vor allem nachdem Kaiser Karl V. im Folgejahr an der Rückeroberung scheiterte. Gegen das bereits auf dem Rückzug befindliche französische Invasionsheer in Flandern unter dem Herzog von Guise erlitt Karl V. im August 1554 schwere Verluste in der Schlacht bei Renty (Artois), der letzten von ihm persönlich geleiteten militärischen Aktion vor seiner Abdankung. Der Kaiser zog sich anschließend nach Brüssel zurück und überließ die Kriegsführung seinem Heerführer Philibert von Savoyen. Dennoch gelang es den überlegenen kaiserlich-burgundisch-spanischen Kräften, die Franzosen aus Burgundisch-Flandern zu vertreiben.
Eine französische Intervention in Korsika mit türkischer Unterstützung war zunächst erfolgreich, konnte aber durch die vereinten Truppen Genuas und des Kaisers niedergeschlagen werden.
In der Toskana hatte sich Frankreich mit aufständischen Bürgern der Republik Siena verbündet und dort zwischen dem 26. Juli und 5. August 1552 die spanische Besatzung vertrieben und selbst die Vorherrschaft übernommen. Bald darauf verbündete sich der Herzog von Florenz Cosimo I. mit dem Kaiser und gemeinsam schritten sie Anfang 1554 zu einer Gegenoffensive. Ab dem 26. Januar 1554 belagerte ein florentinisch-kaiserliches Heer unter dem Kommando Gian Giacomo Medicis die Stadt (→ Belagerung von Siena). Ein französisches Entsatzheer unter Piero Strozzi wurde am 2. August 1554 in der Schlacht bei Marciano geschlagen und Sienas Besatzung unter Blaise de Monluc musste trotz französischer Unterstützung am 17. April 1555 kapitulieren.
Eine mit den Franzosen verbündete türkische Flotte unter Admiral Turgut Reis, die 1552 Küstenstädte des Königreiches Neapel verheerte, brach ihre Operationen ab, als die von Heinrich II. zugesagte französische Unterstützung ausblieb. Da der Sultan 1554 durch den Krieg gegen Persien gebunden war, kam es erst im Sommer 1555 zu einem neuerlichen offensiven Vorgehen der französisch-türkischen Allianz zur See, das aber schon wenige Monate später durch einen Waffenstillstand ein Ende fand.
Bereits ab Oktober 1555 wurde über einen Friedensvertrag verhandelt. Am 5. Februar 1556 wurde der Waffenstillstand von Vaucelles geschlossen, in dem Heinrich II. die Bistümer Metz, Verdun und Toul sowie das Piemont vorläufig überlassen wurden. Reich und Kaisertum erkannten den Verlust erst 1648 im Westfälischen Frieden an. Der Waffenstillstand wurde für 5 Jahre vereinbart. Im Jahr 1556 dankte Kaiser Karl V. ab, wobei er sein Großreich zwischen seinem Bruder Ferdinand I. und seinem Sohn Philipp II. von Spanien aufteilte und Ferdinand die Kaiserwürde einräumte.

#### Krieg Heinrich II. gegen Philipp II. (1557–1559)
Der im Schloss von Vaucelles geschlossene Waffenstillstand war von kurzer Dauer, da der habsburger Thronwechsel die Gelegenheit zu bieten schien, auf Kosten der ungefestigten Herrschaft Philipps II. territoriale Vorteile zu erzielen. Bereits am 15. Dezember 1555 hatten sich Heinrich II. und der antihabsburgisch eingestellte Papst Paul IV. zusammen mit Ferrara zu einer Allianz zusammengefunden, deren Ziel in der Verhinderung der sich abzeichnenden spanischen Dominanz in Italien bestand. Im Herbst 1556 begann eine französische Armee unter dem Herzog von Guise mit militärischen Operationen in Norditalien. Die Spanier unter dem Herzog von Alba reagierten, indem sie ihrerseits von Neapel aus in den Kirchenstaat einrückten. Im Frühjahr 1557 eilte Guise dem Papst zu Hilfe, musste sich jedoch unter Verlusten nach Norden zurückziehen. Als Alba daraufhin vor Rom erschien, war der Papst gezwungen, am 12. September 1557 in den Frieden von Cave einzuwilligen.
Der Krieg im Norden verlief ebenfalls ungünstig für Heinrich II. Hier hatten sich bedingt durch das Ehebündnisses zwischen Philipp II. mit Maria I. von England eine spanisch-englische Koalition gebildet. Eine spanische Invasions-Armee fügte dem französischen Heer unter dem Duc de Montmorency am 10. August 1557 in der Schlacht von Saint-Quentin eine schwere Niederlage zu. Zur Verteidigung von Paris mussten alle Pläne für Italien aufgegeben werden, was in dem Rückruf des Herzogs von Guise und seiner Truppen resultiert hatte. Diesem gelang mit der Eroberung von Calais (→ Belagerung von Calais), dem letzten Festlandstützpunkt der mit den Spaniern verbündeten Engländer, und von Thionville (→ Belagerung von Thionville) zwar Erfolge. Aber der habsburgische Gegenschlag führte am 13. Juli 1558 zu einer weiteren französischen Niederlage in der Schlacht bei Gravelines.
Nachdem ein letztes Unternehmen, das sich gegen Korsika richten sollte, wegen der mangelnden Koordinationsbereitschaft des türkischen Admirals 1558 fehlgeschlagen war, fand auch das französisch-türkische Bündnis sein Ende.
Heinrich II. sah sich mit einer spanischen Übermacht an allen Fronten sowie einem drückenden Haushaltsdefizit konfrontiert, sodass er bald Verhandlungen einleitete. Da auch Spanien finanziell unter Druck stand, machten die Verhandlungen bald Fortschritte, die im am 3. April 1559 in den Frieden von Cateau-Cambrésis mündeten. Darin konnte Spanien seine Interessen fast vollständig durchsetzen. Heinrich II. verzichtete auf alle Ansprüche in Mailand und Neapel und zog die französischen Truppen aus Savoyen und dem Piemont ab. Daneben gab er auch die Ansprüche in Flandern, dem Artois und der Franche-Comté auf.
Nach dem Vertrag von Cateau-Cambrésis
1559 wurde Korsika im Frieden von Cateau-Cambrésis wieder der Banco di San Giorgio zugesprochen, von der es umgehend von der Republik Genua übernommen wurde.
Damit hatte sich das Haus Habsburg im jahrzehntelangen Kampf um das burgundische Erbe um die Dominanz in Italien durchgesetzt. Einziger Gewinn Frankreichs blieben der Besitz der Festungen Pinerolo und Saluzzo in den Alpen sowie der Hafenstadt Calais. Der Besitz der Bistümer Metz, Toul und Verdun wurde Frankreich zwar de facto zugestanden, aber völkerrechtlich nicht anerkannt. Der Friedensvertrag sollte durch eine Heirat zwischen Philipp II. (dessen Ehefrau Maria Tudor verstorben war) mit Elisabeth von Valois, einer Tochter Heinrichs II. ergänzt werden. Diese Hochzeit fand am 20. Juni 1559 in Paris statt.

## Kriegsfolgen
Die spanisch-habsburgische Vormachtstellung in Europa und in der Welt wurde durch den auf beiden Seiten der Pyrenäen enthusiastisch gefeierten Frieden von Cateau-Cambrésis zunächst besiegelt. Frankreich schied für vierzig Jahre als weltpolitische Großmacht aus und versank in Religions- und Bürgerkriegen. Spanien wurde durch den Niederländischen Aufstand in den Achtzigjährigen Krieg gezwungen, den allmählichen Niedergang seiner europäischen Vormachtstellung anzuerkennen. Da der habsburgisch-französische Gegensatz fortdauerte, versuchte Frankreich mit wechselndem Erfolg, die spanische Schwächung auszunutzen und sich aus der habsburgischen Umklammerung zu lösen, die aber erst Ludwig XIV. endgültig zerschlagen konnte. So gelang es Frankreich im Westfälischen Frieden von 1648 und im Pyrenäenfrieden von 1659, auf Kosten Spaniens seine eigene Vorherrschaft in Europa zu etablieren, in deren Folge Italien erneut Kriegsschauplatz französisch-habsburgischer Kriege wurde. Mit der Übernahme des spanischen Throns durch das Königshaus der Bourbonen nach dem Frieden von Utrecht von 1713, der den Spanischen Erbfolgekrieg beendete, zerbrach die Verbindung zwischen Habsburg und Spanien endgültig.
Im Frieden von Cave brachte Philipp II. dem Papst zwar eine Entschuldigung für das Vorgehen spanischer Truppen entgegen, aber mächtepolitisch hatte sich Spanien in Italien als dominante Macht sowohl gegen das Papsttum als auch gegen Frankreich durchgesetzt. Diese Macht sollte erst zum Ende des 16. Jahrhunderts wieder von Frankreich herausgefordert werden.
Die italienischen Staaten verloren in den Kriegen zwischen Frankreich und Habsburg ihre Unabhängigkeit und wurden bis zur Einigung Italiens 1861 zum Spielball und Kriegsschauplatz in den Auseinandersetzungen der europäischen Großmächte. Zugleich wurden jedoch in Savoyen die Grundlagen für einen starken Staat geschaffen, der sich im 17. und 18. Jahrhundert als Königreich Sardinien-Piemont zu einer europäischen Mittelmacht entwickelte und Italien im 19. Jahrhundert im Risorgimento aus der Fremdherrschaft befreien sollte.

### Medien
- War of Thrones – Krieg der Könige, mehrteilige Dokumentationen über die Zeit der Renaissance und der Glaubenskriege ab Staffel 1, Folge 1 bis Staffel 2, Folge 10 von Vanessa Pontet, Christoph Holt und Alain Brunard (zdf.de auf zdf.de)